# بحر الكامل
البحر الكامل هو واحد من بحور الشعر الستة عشر.
يتألف البحر الكامل من ستة أجزاء هي:

## سبب التسمية
سمي بحر الكامل بالكامل (لأن فيه ثلاثين حركة لم تجتمع في غيره من الشعر)، فهو كامل، لكمال حركاته.

## وزن البحر الكامل
وزن البحر يتكون من:

## استعمال بحر الكامل
يستعمل بحر الكامِل:
- تامًّا:

- ومجزوءًا:

## أبيات من البحر الكامل
- معلقة عنترة:
- قصيدة جرير:
- قصيدة أبي العتاهية:
- قصيدة حافظ إبراهيم:
- قصيدة الصميلي:

## وصلات خارجية
- الشرح الكامل للبحر الكامل